# École supérieure d'art de Lorraine
Pour les articles homonymes, voir École des beaux-arts et École supérieure d'art.
L’École Supérieure d’Art de Lorraine (ÉSAL), établissement public de coopération culturelle, est née du regroupement de l’École municipale des beaux arts et des arts appliqués à l'impression d’Épinal et de l’École Supérieure d’Art de Metz Métropole en janvier 2011. Épinal et Metz ont conservé les lieux d’enseignement dirigés chacun par un directeur de site, le siège de l’EPCC est à Metz, regroupant la direction générale et l’administration. Habilitée par le ministère de la Culture à dispenser des enseignements supérieurs inscrits dans le système européen (licence, master, doctorat), l’ÉSAL délivre des diplômes d’enseignement supérieur dans les secteurs de l’art, de la communication et du design d'expression en trois ans (diplôme national d’arts) et en cinq ans (diplôme national supérieur d’expression plastique).
En janvier 2014, l’EPCC ÉSAL a intégré le CEFEDEM de Lorraine, Centre de formation des enseignants en danse et en musique : l’ÉSAL est actuellement un des trois établissements nationaux publics plurisectoriels sous la tutelle pédagogique du Ministère de la culture et de la communication. À ce titre, il délivre des diplômes nationaux et l’enseignement est organisé conformément aux arrêtés ministériels.

## Historique
L’École des beaux arts de Metz a été créée en 1950. Elle porte successivement les noms d’École Supérieure d’Art de Metz, École Supérieure d’Art de Metz-Métropole (ESAMM), École Supérieure d’Art de Lorraine.
Cet établissement organise des expositions et d'autres événements et dispose d'une politique éditoriale. L'ÉSAL bénéficie d'une convention Erasmus. Il participe à un réseau inter-écoles avec le Pôle arts plastiques Épinal et le Pôle musique et danse de Metz. 
L’arrivée de la LGV Est européenne et l’installation du Centre Pompidou-Metz sont perçues comme autant de facteurs de projets artistiques innovants.
En 1997, l’ESAMM, devenu ÉSAL, propose des cours d’édition, hypermédia, infographie, installations multimédias interactives, son, scénographie et vidéo, en plus des cours de peinture, de gravure et photographie déjà existants.
71 % des anciens élèves travaillent dans un secteur d’activité en relation avec leurs études : pratique artistique libérale, postes dans les filières culturelles et éducatives, secteurs de la communication graphique, de la production audiovisuelle, de la création multimédia et numérique, de la scénographie, du design et de la création d’évènements.

## Missions et statuts
L'institution compte 29 enseignants et chargés de cours et accueille une moyenne de 130 à 160 étudiants[réf. nécessaire].
Habilitée par le ministère de la Culture pour la tutelle administrative, actuellement placée sous la direction de Nathalie Filser, elle dispense des enseignements supérieurs professionnels inscrits dans le projet « technologies nouvelles ». Le cursus en cinq années conduit au diplôme national supérieur d'expression plastique.
L’école bénéficie des subventions du conseil général et du conseil régional ainsi que du ministère de la Culture et de la Communication en complément d'un budget essentiellement à la charge de la communauté d'agglomération Metz Métropole.